# Mont-l'Évêque
Mont-l'Évêque é uma comuna francesa na região administrativa de Altos da França, no departamento de Oise. Estende-se por uma área de 14,18 km². Em 2010 a comuna tinha 398 habitantes (densidade: 28,1 hab./km²).